# Озлаг-шах
Кутб-ад-Дин Озлаг-шах (перс. اوزلاگ شاه‎;узб. Oʻzloqshoh;1200-е — 1221) — хорезмийский царевич, сын хорезмшаха Мухаммеда и младший брат хорезмшаха Джелал-ад-Дина, наследник престола государства Хорезмшахов с 1217 до 1220 года.

## Биография
Сын хорезмшаха Мухаммеда и дочери кипчакского хана. Под давлением своей бабушки Теркен-хатун и придворной кипчакской знати был назначен наследником престола государства Хорезмшахов. В 1217 году в качестве земель получил от отца Хорезм, Хорасан и Мазандаран.
В 1220 году прибыл вместе с братьями Джелал-ад-Дином и Ак-шахом, к больному отцу на остров Абескун, в Каспийском море. Хорезмшах назначил наследником его старшего брата Джелал-ад-Дина. При это он произнёс:«Узы власти порвались, устои державы ослаблены и разрушены. Стало ясно, какие цели у этого врага: его когти и зубы крепко вцепились в страну. Отомстить ему за меня может лишь мой сын Манкбурны. И вот я назначаю его наследником престола, а вам обоим надлежит подчиняться ему и вступить на путь следования за ним».Прикрепив меч к бедру нового наследника, он позже скончался.
После смерти отца братья отправились в Ургенч. Кипчакская знать признала наследником Озлаг-шаха и они вместе с царевичем составили заговор с целью убить Джелал-ад-Дина, но Джелал-ад-Дин покинул город и уехал в Хорасан с числом 300 всадников. Через 3 дня братья покинули город и поехали за ним, где по пути их войском в одной из стычек был разбит монгольский отряд. Спустя некоторое время, их войско было разбито, напавшими на них монголами. В числе погибших хорезмийцев были Озлаг-шах и Ак-Шах; головы убитых царевичей монголы насадили на копья.

## В культуре
Озлаг-шах стал персонажем романов Василия Яна «Чингиз-хан» и Исая Калашникова «Жестокий век» (1978). Его образ показан в фильме " Я и есть Джелал-ад-Дин"